# Urządzenia dla Energetyki
Urządzenia dla Energetyki - czasopismo branżowe wydawane od 2002 roku w nakładzie do 5000 egzemplarzy.
Tematyką czasopisma są zagadnienia urządzeń wykorzystywanych w elektroenergetyce: turbiny, kotły, generatory, osprzęt elektryczny, a także oprogramowanie komputerowe wykorzystywane w branży elektroenergetycznej.
Czasopismo jest dystrybuowane głównie do firm z branży energetycznej, a także osób w niej pracujących, czyli do elektrowni, elektrociepłowni, zakładów energetycznych, przez instytuty naukowe, biura projektowe, po firmy oferujące energetyce różnorakie urządzenia i usługi.